# Renault Maxter
Renault Maxter — серія вантажівок призначена для важких умов експлуатації, створена на основі Renault G в 1992 році. Вона пропонувалася у виконаннях повною масою 19-42 тонни (4x2, 4х4, 6х4, 6х6, 8x4/4) з дизелями з турбонаддувом потужністю 226-339 к.с. і великим набором коробок передач з числом ступенів від 9 до 18.
В 1997 році серію Maxter змінила гама Renault Kerax.